# Райкович, Душан
Ду́шан Ра́йкович (серб. Душан Рајковић; род. 17 июня 1942, Крушевац) — сербский, ранее югославский, шахматист, гроссмейстер (1977). Тренер. Чемпион Сербии среди юношей (1960). Лучшие результаты в чемпионатах Югославии: 1976 — 5-7-е, 1981 — 3-4-е, 1983 — 1-2-е места.
Успешно выступал во многих международных турнирах: Врнячка-Баня (1976) — 1-2-е; Белград (1975) — 1-4-е; Майданпек (1975) — 3-е; Смедеревска-Паланка (1977) — 1-2-е, 1979 — 1-е, 1981 — 2-4-е, 1982 — 2-е; Вршац (1979) — 2-е; Борово (1980) — 4-6-е; Салоники (1982) — 1-е; Каорле (1982) — 1-2-е; Хамар (1983/1984) — 2-3-е; Блед (1986) — 3-5-е; Вольфсберг (1986) — 1-4-е; Нови-Сад (1986) — 2-3-е; Биль (1987) — 2-4-е места.

## Изменения рейтинга
| Графики недоступны из-за технических проблем. См. информацию на Фабрикаторе и на mediawiki.org. |